# Alexandre Gordon (réalisateur)
Pour les articles homonymes, voir Alexandre Gordon.
Alexandre Vitaliévitch Gordon (en russe : Александр Витальевич Гордон, Aleksandr Vitaliévitch Gordon), né le 26 décembre 1931 à Moscou, en Union soviétique et mort le 7 décembre 2020, est un réalisateur, scénariste et acteur soviétique et russe.

## Biographie
Alexandre Gordon sort diplômé en 1960 de l'Institut national de la cinématographie, où il a suivi l'enseignement de Mikhail Romm.
Il s'est marié avec Marina Tarkovskaia, la sœur d'Andreï Tarkovski, et est le père de l'écrivain et poète Mikhaïl Alexandrovitch Tarkovski, né le 24 octobre 1958.

## Filmographie

### Réalisateur
- 1956 : Les Tueurs (Убийцы) (court métrage), coréalisateur avec Andreï Tarkovski et Marika Beiku
- 1959 : Il n'y aura pas de départ aujourd'hui (Сегодня увольнения не будет...) , coréalisateur avec Andreï Tarkovski
- 1962 : Pierre miles (court métrage)
- 1967 : Sergueï Lazo (Сергей Лазо)
- 1974 : Za rulyem Korobkina (court métrage)
- 1977 : La Bagarre dans la tempête de neige (ru) (Схватка в пурге)
- 1979 : Scènes de la vie familiale (Сцены из семейной жизни)
- 1982 : L'homme qui a fermé la ville (ru)
- 1984 : Double dépassement (ru) (Двойной обгон)
- 1986 : La Rançon (ru) (Выкуп)
- 1990 : Le Footballeur (ru) (Футболист)

### Doublage de films
Gordon a assuré le doublage en russe des films d'Andreï Tarkovski tournés à l'étranger :
- 1983 : Nostalghia d'Andreï Tarkovski : doublage
- 1986 : Le Sacrifice d'Andreï Tarkovski : doublage

### Scénariste
- 1956 : Les Tueurs d'Andreï Tarkovski
- 1959 : Il n'y aura pas de départ aujourd'hui d'Andreï Tarkovski

### Acteur
- 1956 : Les Tueurs d'Andreï Tarkovski : un client
- 1958 : Il n'y aura pas de départ aujourd'hui d'Andreï Tarkovski : (non crédité au générique)